# Craig Parker

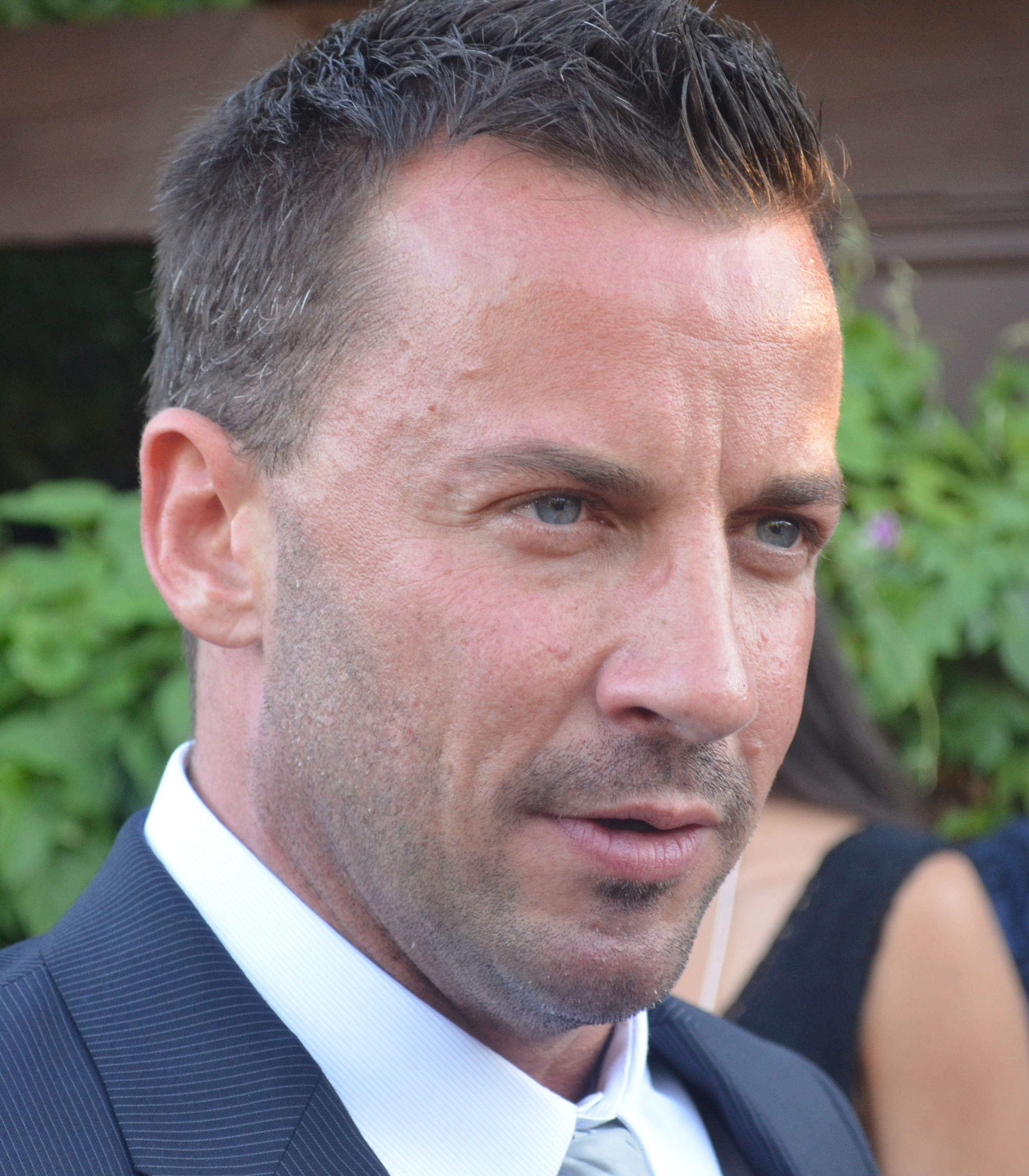
Craig Parker (2012)

Craig Parker (* 12. November 1970 in Suva auf Fidschi) ist ein neuseeländischer Schauspieler.

## Leben und Wirken
Craig Parker wurde auf Fidschi geboren, wo sein ursprünglich aus Edinburgh stammender Großvater, ein Angehöriger der British Army, zwei Generationen vorher stationiert und anschließend sesshaft geworden war. Neben den schottischen Wurzeln, hat Parker auch walisische, dänische und englische Vorfahren. Er absolvierte das Glenfield College am North Shore von Auckland.
Parker begann seine Arbeit als Schauspieler beim Fernsehen. Hier wurde er seit den 1990er Jahren vor allem durch seine Rolle als Guy Warner in der neuseeländischen Seifenoper Shortland Street bekannt. Außerdem hatte er diverse Gastauftritte in vereinzelten Folgen von Serien wie Xena – Die Kriegerprinzessin und Der junge Hercules. Von 2001 bis 2004 verkörperte Parker mit dem Part des Alistair Kingsley in der neuseeländischen Serienproduktion Mercy Peak eine der Hauptrollen.
Im Filmbereich wurde Parker vor allem durch die Rolle des Elbenkriegers Haldir, welche er in Der Herr der Ringe: Die Gefährten (2001) und Der Herr der Ringe: Die zwei Türme (2002) verkörperte, bekannt. 2009 spielte er eine weitere Nebenrolle im Horrorfilm Underworld – Aufstand der Lykaner.
Nach 2003 verlagerte Parker seinen Arbeitsschwerpunkt erneut auf den Bereich Fernsehen und konnte seitdem auch wiederkehrende Rollen in diversen US-Produktionen übernehmen. Nennenswert sind dabei sein Part als Darken Rahl in der Fantasyserie Legend of the Seeker – Das Schwert der Wahrheit (2008–2010) sowie die Rollen des Claudius Glaber und des Lord Stéphane Narcisse in den beiden historischen Dramaserien Spartacus (2010–2012) und Reign (2014–2017). Von 2018 bis 2019 gehörte er zum Cast der Fantasyserie Charmed, einem Reboot von Charmed – Zauberhafte Hexen.
Parker lebt offen homosexuell.

## Filmografie (Auswahl)
- 1987–1990: Gloss (Fernsehserie)
- 1991: Gold: The World’s Play (Fernsehfilm)
- 1993: Stephen King’s The Tommyknockers (Fernsehserie, 2 Folgen)
- 1993–1997: Shortland Street (Fernsehserie, unbekannte Anzahl)
- 1996: City Life (Fernsehserie, 2 Folgen)
- 1997–2001: Xena – Die Kriegerprinzessin (Xena: Warrior Princess, Fernsehserie, 3 Folgen)
- 1998: Der junge Hercules (Young Hercules, Fernsehserie, 2 Folgen)
- 1998: Die Kriegerin (A Soldier’s Sweetheart)
- 1999: A Twist In The Tale (Fernsehserie, Folge 1x02)
- 2001: No One Can Hear You
- 2001–2004: Mercy Peak (Fernsehserie)
- 2001: Der Herr der Ringe – Die Gefährten (Lord of the Rings: The Fellowship)
- 2002: Der Herr der Ringe – Die zwei Türme (Lord of the Rings: The Two Towers)
- 2003: Power Rangers Ninja Storm (Fernsehserie, Stimme)
- 2005: Power Rangers S.P.D. (Fernsehserie, Stimme)
- 2006: Weekend Lovers
- 2008–2010: Legend of the Seeker – Das Schwert der Wahrheit (Legend of the Seeker, Fernsehserie, 25 Folgen)
- 2009: Underworld – Aufstand der Lykaner (Underworld: Rise of the Lycans)
- 2009: Diplomatic Immunity (Fernsehserie, 13 Folgen)
- 2010: Radiradirah (Fernsehserie, 2 Folgen)
- 2010–2012: Spartacus (Fernsehserie, 13 Folgen)
- 2011: Waitangi: What Really Happened (Fernsehfilm)
- 2012: Auckland Daze (Fernsehserie, Folge 1x02)
- 2013: Navy CIS: L.A. (NCIS: Los Angeles, Fernsehserie, Folge 5x04)
- 2013: Sleepy Hollow (Fernsehserie, Folge 1x06)
- 2014: Navy CIS (NCIS, Fernsehserie, Folge 11x22)
- 2014–2017: Reign (Fernsehserie, 54 Folgen)
- 2018: Marvel’s Agents of S.H.I.E.L.D. (Agents of S.H.I.E.L.D., Fernsehserie, 2 Folgen)
- 2018–2019: Charmed (Fernsehserie, 11 Folgen)
- 2021–2024: Good Trouble (Fernsehserie, 13 Folgen)